# Ministerio Federal de Medio Ambiente, Protección de la Naturaleza, Seguridad Nuclear y Protección al Consumidor (Alemania)
El Ministerio Federal de Medio Ambiente, Protección del Clima, Protección de la Naturaleza y Seguridad Nuclear (en alemán: Bundesministerium für Umwelt, Klimaschutz, Naturschutz und nukleare Sicherheit, abreviado BMUKN) es un departamento ministerial de la República Federal de Alemania. Tiene su sede principal en Bonn, la antigua capital de Alemania occidental, aunque dispone de sucursal en Berlín. El actual ministro del medio ambiente es Carsten Schneider, quien asumió el cargo el 6 de mayo de 2025. 
El ministerio se estableció el 6 de junio de 1986 en respuesta a la catástrofe de Chernóbil. El entonces Gobierno Federal quería combinar autoridad ambiental en virtud de un nuevo ministro para hacer frente a nuevos desafíos ambientales de manera más eficaz. Antes de esto las responsabilidades en materia ambiental estaban repartidas entre los ministerios federales de Interior, Agricultura y Salud.

## Funciones
Funciones principales del ministerio incluyen:
- Política ambiental nacional
- Informar y educar al público acerca de los problemas ambientales
- La remediación ambiental y el desarrollo en el Este de Alemania
- La protección del clima y la energía
- Controlar la calidad del aire
- Reducción del ruido
- La conservación de las aguas subterráneas, ríos, lagos y mares
- La conservación del suelo y la remediación de sitios contaminados
- Gestión de residuos y reciclado
- Seguridad química, medioambiental y la sanitaria
- Precauciones contra las emergencias en plantas industriales
- Protección, conservación y utilización sostenible de la biodiversidad
- Seguridad de las instalaciones nucleares
- Suministro y eliminación Nuclear
- Protección radiológica

## Organización
El ministerio está dirigido por el ministro de Medio Ambiente, Conservación de la Naturaleza, Construcción y Seguridad Nuclear. La actual ministra es Steffi Lemke, nombrada por el canciller Olaf Scholz. El ministro es apoyado por dos parlamentarios secretarios de Estado y un secretario de Estado que gestiona seis departamentos del ministerio:
- Departamento "ZG" (Abteilung ZG) es la oficina central encargada de la política, Europa y la colaboración internacional.
- Departamento "KI" (Abteilung KI): el clima, la energía renovable y la cooperación internacional.
- Departamento "WA" (Abteilung WA): gestión del agua, gestión de residuos, la conservación del suelo y la contaminación.
- Departamento "IG" (Abteilung IG): la contaminación del aire, impactos en la salud, el medio ambiente y el tráfico, lugares y materiales peligrosos.
- Departamento "N" (Abteilung N): conservación y riqueza de especies, la ingeniería genética, los impactos ambientales de la agricultura y la silvicultura.
- Departamento "RS" (Abteilung RS): protección radiológica, seguridad nuclear, abastecimiento nuclear y desechos radiactivos.

## Lista de ministros
- Walter Wallmann (CDU): 1986-1987
- Klaus Töpfer (CDU): 1987-1994
- Angela Merkel (CDU): 1994-1998
- Jürgen Trittin (Verdes): 1998-2005
- Sigmar Gabriel (SPD): 2005-2009
- Norbert Röttgen (CDU): 2009-2012
- Peter Altmaier (CDU): 2012-2013
- Barbara Anne Hendricks (CDU): 2013-2018
- Svenja Schulze (SPD): 2018-2021
- Steffi Lemke (Verdes): 2021-2025
- Carsten Schneider (SPD): Desde 2025